# Граф Малгрейв

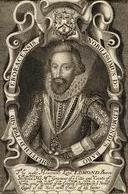
Эдмунд Шеффилд, 1-й граф Малгрейв, креация 1626 года

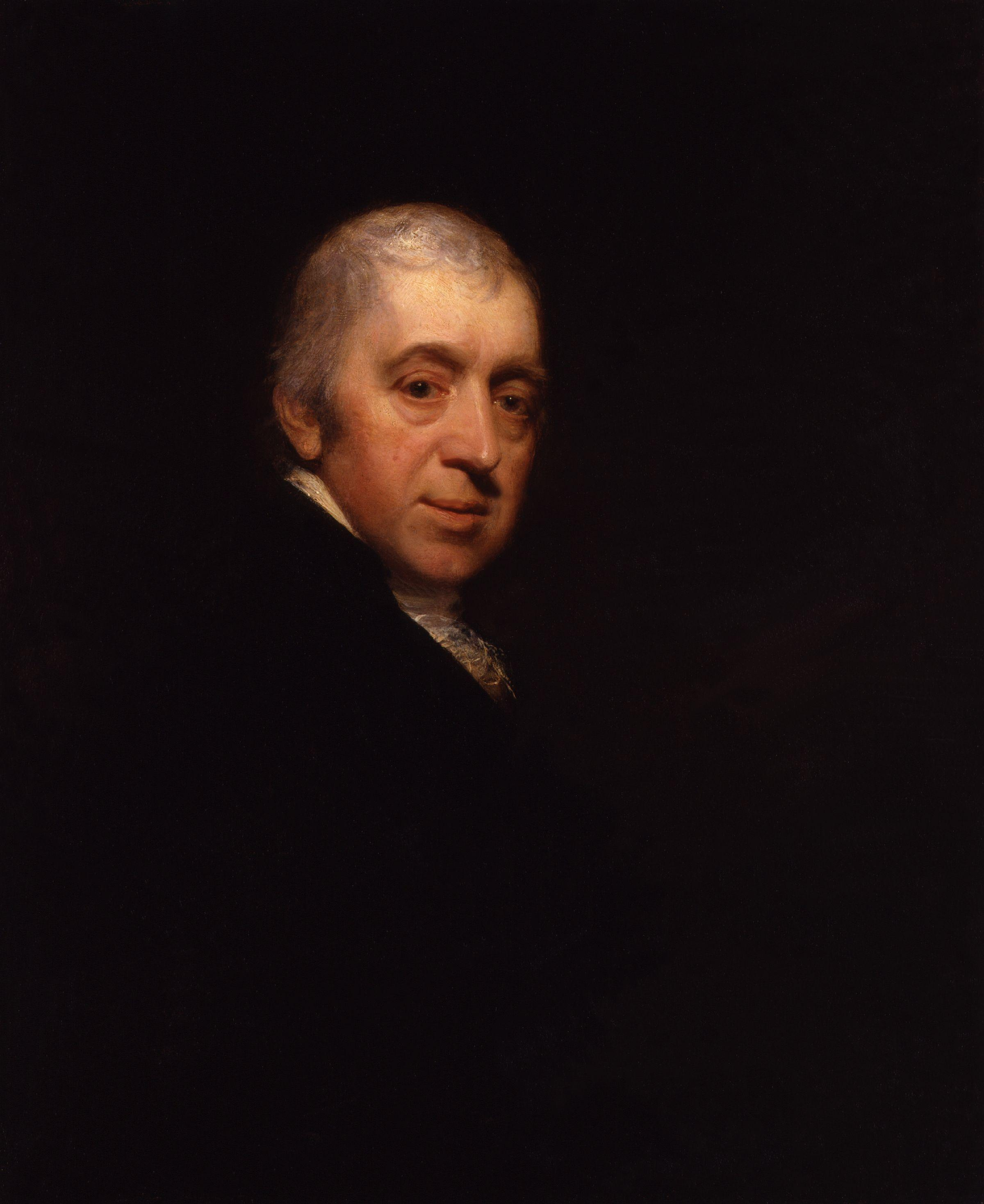
Генри Фиппс, 1-й граф Малгрейв, креация 1812 года

Граф Малгрейв  — аристократический титул, созданный дважды в британской истории (1626 год — Пэрство Англии, 1812 год — Пэрство Соединённого королевства).

## История
Впервые титул графа Малгрейва  в системе Пэрства Англии был создан 5 февраля 1626 года для Эдмунда Шеффилда, 3-го барона Шеффилда (1564—1646), который служил в качестве лорда-лейтенанта Йоркшира (1603—1619). Семья Шеффилд происходила от сэра Эдмунда Шеффилда, троюродного племянника короля Англии Генриха VIII Тюдора, который в 1547 году был возведен в пэры Англии как барон Шеффилд из Баттервика. В 1549 году он был убит на улицах Нориджа во время восстания Роберта Кетта. После смерти 1-го графа Малгрейва в 1646 году его преемником стал его внук, Эдмунд Шеффилд, 2-й граф Малгрейв (1611—1658), которому, в свою очередь, наследовал его сын, Джон Шеффилд (1647—1721), 3-й граф Малгрейв. Последний был известным политиком позднего периода Стюартов. В 1694 году для него был создан титул маркиза Норманби, а в 1703 году он стал герцогом Бекингемом и Норманби. В 1735 году после смерти его младшего сына, Эдмунда Шеффилда (1716—1735), 2-го герцога Бекингема и Норманби, титулы герцога Бекингема и Норманби, маркиза Норманби, графа Малгрейва и барона Шеффилда прервались.
Вторично титул графа Малгрейва  в системе Пэрства Соединенного королевства был создан 7 апреля 1812 года для Генри Фиппса (1755—1831), 3-го барона Малгрейва. Он был известным военным и политическим деятелем, занимал посты канцлера герцогства Ланкастерского (1804—1805), министра иностранных дел (1805—1806), первого лорда Адмиралтейства (1807—1810), начальника комитета вооружений (1810—1819), а также служил в качестве лорда-лейтенанта Восточного Йоркшира (1807—1824). Его дед, Уильям Фиппс (1698—1729/1730), женился на леди Кэтрин Аннесли (ок. 1700—1735), дочери и наследнице Джеймса Аннесли (1670—1702), 3-го графа Англси, и его жены леди Кэтрин Дарнли (1681—1743), незаконнорождённой дочери короля Англии Якова II Стюарта и его любовницы, Кэтрин Седли, графини Дорчестер). Леди Кэтрин Дарнли была позже вышла замуж за Джона Шеффилда, 1-го герцога Бекингема и Норманби. В 1812 году Генри Фиппс, 3-й барон Малгрейв, получил титулы виконта Норманби из Норманби в графстве Йоркшир и графа Малгрейва (Пэрство Соединённого королевства). После его смерти в 1831 году графский титул унаследовал его старший сын Константин Фиппс (1797—1863), 2-й граф Малгрейв. Он также был известным политиком, занимал посты губернатора Ямайки (1832—1834), лорда-хранителя Малой печати (1834), лорда-лейтенанта Ирландии (1835—1839), военного и колониального министра (1839), министра внутренних дел (1839—1841), посла Великобритании во Франции (1846—1852) и Тоскане (1854—1858). В 1838 году для него был создан титул маркиза Норманби в Пэрстве Соединённого королевства.
По состоянию на 2024 год носителем титула являлся его праправнук, Константин Фиппс (род. 1954), 5-й маркиз Норманби, который стал преемником своего отца в 1994 году.
Также получили известность некоторые другие члены семьи Фиппс. Достопочтенный сэр Чарльз Бомонт Фиппс (1801—1866), второй сын 1-го графа Малгрейва, был известным судебным чиновником. Сэр Константин Эдмунд Генри Фиппс (1840—1911), сын достопочтенного Эдмунда Фиппса (1808—1857), третьего сына 1-го графа, был послом Великобритании в Бразилии (1894—1900) и Бельгии (1900—1906), а его сын, сэр Эрик Фиппс (1875—1945), служил послом Великобритании в Германии (1933—1937) и Франции (1937—1939). Сэр Уильям Фипс (1651—1695), представитель другой ветви семьи, был губернатором штата Массачусетс (1692—1694).

## Графы Малгрейв, первая креация (1626)
Другие титулы: Барон Шеффилд (1547)
- 1626—1646:  Эдмунд Шеффилд, 3-й барон Шеффилд (7 декабря 1564 — октябрь 1646), граф Малгрейв с 1626 года[1];
- 1646—1658:  Эдмунд Шеффилд, 2-й граф Малгрейв (декабрь 1611 — 24 августа 1658), единственный сын сэра Джона Шеффилда, внук предыдущего[2];
- 1658—1721:  Джон Шеффилд, 3-й граф Малгрейв (7 апреля 1647 — 24 февраля 1721), единственный сын предыдущего, маркиз Норманби с 1694 года[3].

Основная статья: Герцог Бекингем и Норманби

## Графы Малгрейв, вторая креация (1812)
Другие титулы: барон Малгрейв (1767), барон Малгрейв (1794), виконт Норманби (1812)
- 1812—1831:  Генри Фиппс, 3-й барон Малгрейв (14 февраля 1755 — 7 апреля 1831), третий сын Константина Фипса, 1-го барона Малгрейва (1722—1775), граф Малгрейв с 1812 года[4];
- 1831—1863:  Константин Фиппс, 2-й граф Малгрейв (15 мая 1797 — 28 июля 1863), старший сын предыдущего, маркиз Норманби с 1838 года[5].

Основная статья: Маркиз Норманби